# Aulus Licinius Nerva Silianus (consul in 65)
Aulus Licinius Nerva Silianus (ook Silius Nerva genoemd) was een Romeins politicus onder keizer Nero. Hij was consul ordinarius in het jaar 65 samen met Marcus Vestinus Atticus. Het lijkt erop, dat hij geadopteerd was door Aulus Licinius. Hij was waarschijnlijk de zoon van Publius Silius Nerva.

## Antieke bronnen
- Tac., Ann. XV 48.1.
- CIL XI 1331.

## Referentie
- W. Smith, art. Silius Nerva (3), in W. Smith (ed.), A Dictionary of Greek and Roman Antiquities, III, Boston, 1867, p. 824.